# Sven Nylander
Sven Nylander, født 1. januar 1962 i Varberg, Sverige, er en hækkeløber. Han har med undtagelse af 1992-1994 været den svenske rekordholder i 400 m hæk siden 1982. Ved OL er han blevet nummer fire to gange (1984 og 1996) og ved VM er han blevet nummer fire to gange (1983 og 1987) og fem én gang (1995).